# Río Duqueco
El rio Duqueco es un curso de agua que nace en la sierra Velluda de la Región del Biobío y fluye con dirección general oeste hasta desembocar al lado derecho del río Biobío.

## Trayecto
Nace al suroeste de Sierra Velluda, que es la divisoria de aguas de la cuenca de la laguna del Laja para atravesar las comunas de Quilleco, Santa Bárbara y Los Ángeles en su trayecto de 120 km hasta desembocar al lado norte del río Biobío, cerca de Negrete.

## Caudal y régimen
La subcuenca media del Biobío, desde antes de la junta del río Lirquén hasta la junta con el río Vergara, incluyendo los afluentes Bureo, Mulchén, Lirquén y Duqueco, tiene un régimen pluvial, salvo el cauce principal que mantiene un régimen pluvio – nival. El período de estiaje es común a toda la subcuenca y se observa en el trimestre enero-marzo, debido a las bajas precipitaciones y al uso intensivo en la agricultura.: 91 
|  |  |  |

El caudal del río (en un lugar fijo) varía en el tiempo, por lo que existen varias formas de representarlo. Una de ellas son las curvas de variación estacional que, tras largos periodos de mediciones, predicen estadísticamente el caudal mínimo que lleva el río con una probabilidad dada, llamada probabilidad de excedencia. La curva de color rojo ocre (con {\displaystyle {\color {Red}\vartriangle }}) muestra los caudales mensuales con probabilidad de excedencia de un 50 %. Esto quiere decir que ese mes se han medido igual cantidad de caudales mayores que caudales menores a esa cantidad. Eso es la mediana (estadística), que se denota Qe, de la serie de caudales de ese mes. La media (estadística) es el promedio matemático de los caudales de ese mes y se denota {\displaystyle {\overline {Q}}}. 
Una vez calculados para cada mes, ambos valores son calculados para todo el año y pueden ser leídos en la columna vertical al lado derecho del diagrama. El significado de la probabilidad de excedencia del 5 % es que, estadísticamente, el caudal es mayor solo una vez cada 20 años, el de 10 % una vez cada 10 años, el de 20 % una vez cada 5 años, el de 85 % quince veces cada 16 años y la de 95 % diecisiete veces cada 18 años. Dicho de otra forma, el 5 % es el caudal de años extremadamente lluviosos, el 95 % es el caudal de años extremadamente secos. De la estación de las crecidas puede deducirse si el caudal depende de las lluvias (mayo-julio) o del derretimiento de las nieves (septiembre-enero).

## Historia
Francisco Astaburuaga escribió en 1899 en su obra póstuma Diccionario geográfico de la República de Chile sobre el río:
Duqueco.-—Río de regular curso y caudal del departamento de Laja. Procede de los declives australes y del lado sudeste del cuerpo de sierra llamado Silla de Belluga. Corre hacia el O. en su primera parte por entre laderas montañosas y terrenos quebrados hasta entrar en el llano central al SE. de los Ángeles, donde sus márgenes se hacen más planas y se modera la rapidez de su curso, el que, al cabo de unos 100 kilómetros, termina en la derecha del Bío-Bío frente á Negrete dividiéndose á lo último en dos brazos. Reúne desde sus cabeceras, donde tiene las aguas minerales de San Lorenzo, varios cortos afluentes como Rucanahuel, Villucura, Quilleco, Curiche, Paillihue, &c. Sus riberas de la sección inferior contienen terrazgos y cultivos de su propio nombre, el cual se forma de la voz araucana duque, que significa una medida como jeme y de co, agua.
Luis Risopatrón lo describe en su Diccionario Jeográfico de Chile de 1924:: 308 
Duqueco (Rio) 37° 35' 72° 00'. De regular caudal, nace en las faldas W de la sierra Velluda i corre hácia el W unos 50 kilómetros por entre cerros cortados a pique, algunos de ellos con mas de 1 000 m de elevación en cuyo trecho la velocidad de sus aguas alcanza hasta 23 km por hora; entra al llano, central con 60 a 120 m de ancho cuando va en un solo brazo, entre márjenes mas planas i 9 km por hora de velocidad, entre riberas que contienen terrazgos i cultivos de su propio nombre. Se divide en dos brazos i concluye por vaciarse en la márjen N del curso inferior del rio Biobío, frente a la desembocadura del rio Bureo; tiene 100 kilómetros de largo, 1 625 km2 de hoya hidrográfica, 24,5 m³ de caudal medio i es impracticable para la navegación, por sus frecuentes rápidos i lo roqueño de su lecho. 1, VI, p. 259; 3, II, p. 32 (Alcedo, 1787); 10, p. 226 (Juan de Ojeda, 1803); 61, XXIII, p. 130 i 136; 66, p. 26 i 248; 155, p. 261; 1 156.
Sobre sus aguas termales:: 810 
San Lorenzo (Baños de) 37° 35' 71° 27' Son termales, de aguas cloruradas i se encuentran a unos 6 kilómetros hacia el N de la confluencia de los rios Coquillen i Ouilaquin, de los oríjenes del Duqueco. 61, XXIII, p. 136; 155, p. 713; i 156; rio en 10, p. 237 (Juan de Ojeda, 1803); de San Lorenzo o Villucura en 63, p. 429; San Lorenzo o Vilicura en 85, p. 104; aguas de Vilicura en 61, xxxix, p. 245; i termas Baño s de S. Lorenzo de Viílucura en 68, p. 37.